# Местеакан (Марамуреш)
Местеакан (рум. Mesteacăn) насеље је у Румунији у округу Марамуреш у општини Ваља Киоарулуј. Oпштина се налази на надморској висини од 433 m.

## Становништво
Према подацима из 2002. године у насељу је живело 415 становника, од којих су сви румунске националности.